# Клуб Берадора Абдураимова
В узбекском футболе «Клуб 200» Берадора Абдураимова является клубом лучших бомбардиров, забивших более 200 голов в истории узбекского футбола. Клуб назван в честь известного пахтакоровца Берадора Абдураимова.

## История
«Клуб 200 Берадора Абдураимова» был основан в 2001 году по инициативе Федерации футбола Узбекистана и футбольного журнала «Наш футбол». Цифра 200 в названии клуба происходит от количества голов, забитых Берадором Абдураимовым, одним из лучших нападающих и футбольных легенд узбекского футбола.